# مرصد الأشعة الكونية المتناثرة للغاية

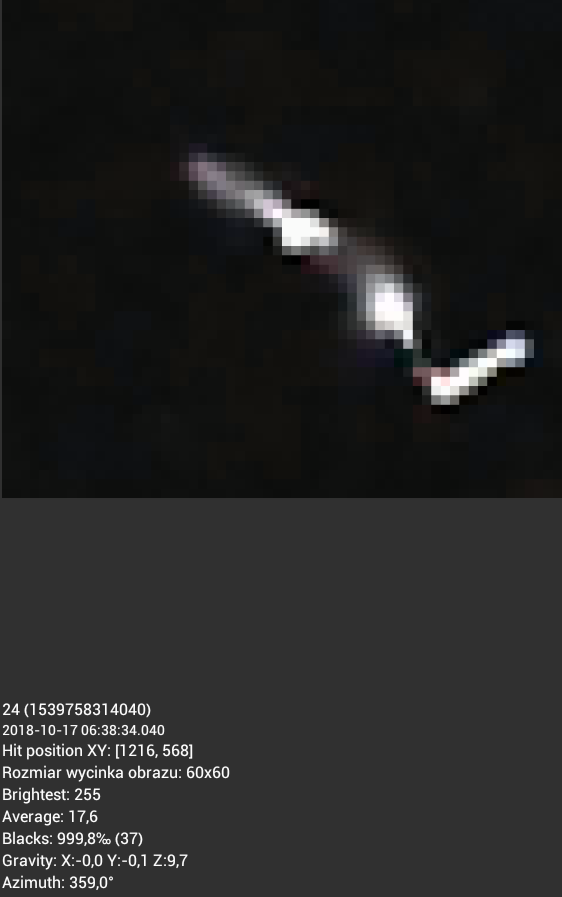
صورة لجسيمات فضائية بواسطة مرصد الأشعة الكونية.

مرصد الأشعة الكونية المتناثرة للغاية (CREDO) هو مشروع علمي أطلق في أواخر أغسطس 2016 من قبل علماء بولنديين من معهد الفيزياء النووية في كراكوف (انضم باحثون من جمهورية التشيك وسلوفاكيا والمجر أيضًا إلى المشروع) للكشف عن الأشعة الكونية والبحث عن المادة المظلمة. هدف المشروع هو إشراك أكبر عدد ممكن من الأفراد في تطوير شبكة عالمية من كاشفات الأشعة الكونية التي ستسمح للباحثين بالتحقيق في طبيعة المادة المظلمة.